# Maux croisés
Pour l’article ayant un titre homophone, voir Mots croisés.
Maux croisés est un téléfilm français de Claude Chabrol diffusé en 1989. 

Ce téléfilm est le deuxième tourné pour la série télévisée Les Dossiers de l'inspecteur Lavardin diffusée entre septembre 1988 et février 1990.

## Synopsis
L'inspecteur Jean Lavardin passe quelques jours paisibles parmi les curistes et les touristes de la petite station thermale italienne de Montecatini. Pour briser cette appréciable tranquillité, un jeu télévisé doit prochainement se dérouler dans la petite ville.
L'émission sera retransmise en direct. Dès lors, chacun y va de ses préparatifs pour accueillir l'événement. Mais, un assassin sévit sur la personne de Claire Anello, une romancière à succès. Or, cette femme de milliardaire n'est pas la seule cible du tueur. Le finaliste du jeu est, lui aussi, retrouvé mort. Lavardin, venu se refaire une santé, n'a plus guère l'occasion de prendre les eaux. Il commence son enquête sans tarder.

## Fiche technique
- Titre : Maux croisés
- Réalisation : Claude Chabrol, assisté d'Alain Wermus
- Scénario : Dominique Roulet et Claude Chabrol
- Décors : Carlo Leva
- Costumes : Antonella Amato
- Photographie : Jean Rabier
- Montage : Monique Fardoulis
- Décors plateau : Stefano Bulgarelli, Gianfranco Capuani
- Production : Philippe Baraduc
- Sociétés de production : Technisonor
- Sociétés de co-production :  TF1, Cosmovision (France), Rai3 (Italie), RTBF (Belgique), TSR (Suisse), RTP (Portugal)
- Pays d'origine :  France
- Format : Couleur
- Genre : Policier
- Durée : 90 min
- Date de diffusion : 12 octobre 1989 sur TF1

## Distribution
- Jean Poiret : L'inspecteur Jean Lavardin, qui enquête dans une ville de cure en Toscane
- Caroline Beaune : Evelyne, la co-présentatrice du jeu télévisé Hiéroglyphes
- Jacques Brunet : Albert Lemarchand, un candidat brillant au jeu télévisé Hiéroglyphes
- Rosine Cadoret : Louise Lemarchand, sa femme et groupie
- Riccardo Cucciolla: Serge Orzyck, le challenger de Lemarchand
- Italo Dall'Orto : le directeur de l'hôtel
- Albert Dray : André, le barman de la station de cure
- Franco Interlenghi : Ruggero Anello, un milliardaire italien soupçonné de trafic d'armes par Interpol et la police italienne
- Christiane Minazzoli : Claire Anello, sa femme, auteure de romans policiers à succès
- Sergio Nicolai : maréchal des logis Angelo, qui mène l'enquête avec Lavardin
- Amy Werba : Caroline, la secrétaire et « nègre » de Claire Anello
- Peter Boom : Gino, le chauffeur des Anello
- Thomas Chabrol : Jean-Alain Page, le présentateur du jeu télévisé
- Guido D'Avino
- Andrea Di Bari
- Mario Pachi
- Lucia Prato
- Venantino Venantini : Giuseppe Rasia, un membre du gang qui désire renoncer à ses activités criminelles
- Mauro Vestri
- Aurore Chabrol : Jeanne Roussel, une candidate au jeu télévisé Hiéroglyphes